# Jure Franičević-Pločar
Jure Franičević-Pločar (Vrisnik, 1918. december 12. – Split, 1994. január 16.) horvát költő és regényíró volt.

## Élete és pályafutása
Jure Franičević-Pločar horvát író a Hvar-szigeten fekvő Vrisnik faluban született a zabljaki származású Ante és Ana Franičević hatodik gyermekként. Vrisnikben végezte el az elemi iskola öt osztályát, majd testvérével, a Knin melletti Biskupijában tanult, Šibenikben pedig további két alsó középiskolai osztályt végzett. A középiskola harmadik osztályát Splitben végezte el, a negyedik osztályban pedig feladta a továbbtanulás lehetőségét, amikor visszatért szülőfalujába, Vrisnikbe, ahol írni és olvasni kezdett. Első irodalmi próbálkozása a borválság idején egy hvari paraszt életéről és elszegényedéséről szóló regény, valamint egy verses kézikönyv volt, de művei csak 1940-ben kezdtek megjelenni egy spliti helyi újságban. Ezután adta ki első négy versét.
A második világháború és Dél-Horvátország megszállása már a kommunista párt fiatal tagjaként találta. Kezdetben illegális munkát végzett, majd 1942-ben a biokovoi partizánokhoz csatlakozott. A háború alatt számos politikai és katonai feladatot látott el. A háború befejeztével a zágrábi Naprijed című hetilapnál dolgozott újságíróként, majd visszatért Splitbe, a városi könyvtár igazgatói posztjára, ahol különféle katonai és politikai feladatokat látott el (a Horvát Szocialista Köztársaság Elnökségének titkára volt) egészen 1970-ig, amikor is intenzíven irodalmi munkának szentelte magát. 1968-tól 1970-ig a Horvát Örökség Alapítvány elnöke,  1988-tól pedig a Horvát Tudományos és Művészeti Akadémia (HAZU) rendes tagja volt.

## Irodalmi tevékenysége
Juro Franičević-Pločar komolyabb irodalmi munkássága 1943-ban kezdődött, amikor megjelent a háború előtti és háborús verseket tartalmazó kötete, a „Preko rovova”, amelyet Juraj Pločar néven írt. Ez volt az első horvát partizán verseskötet. Első regénye a „Gluha zvona” volt 1956-ból, ezt követte a „Raspukline” 1957-ből, a „Zvoni na nebo” 1961-ből, a „Lanac” 1967-ből, a „Mir” 1971-ből, a Vir 1972-ből, és a „Baština” című utolsó regénye 1976-ból. Műveit horvátból több idegen nyelvre is lefordították, többek között bolgár, cseh, hindi, magyar, német, lengyel, orosz és olasz nyelvre. Vir című regényét 1975-ben magyarra, 1982-ben románra, Mir című regényét 1977-ben oroszra és 1978-ban bolgárra fordították le.

## Főbb művei
- Preko rovova, Agit-prop, Hvar, 1943. (Juraj Pločar néven)
- Oganj zemlje, Naprijed, Zagreb, 1946.
- Sunčana, Mladost, Zagreb, 1951.
- Konjik na proplanku, Zora, Zagreb, 1952.
- Na otoku, Marin Franičevićcsel közösen írt színdarab, Glas rada, Zagreb, 1952.
- Stope na kamenu, Kultura, Zagreb, 1953.
- Gluha zvona: roman, Kultura, Zagreb, 1956.
- Raspukline, Zagreb, 1957.
- Nagnuta neba, Mladost, Zagreb, 1957.
- Zvoni na nebo, Naprijed, Zagreb, 1961.
- Golubovi i trube, Zagreb, 1966.
- Lanac, Naprijed, Zagreb, 1967.
- Zvoni na nebo, Zora, Zagreb, 1969.
- Mir, Zora, Zagreb, 1971.
- Naoružani Griše: (iz romana "Baština") (részlet a Baštine című regényből, különleges utónyomás a 362. "Rada" könyvből JAZU), Zagreb, 1972.
- Dubine i jarboli: izabrane pjesme, a Matica Hrvatska kiadója, Zagreb, 1972.
- Vir, Naprijed, Zagreb, 1972. (2 kiadás: 1977., 3. kiadás: 1978.)
- Šaka zemje, Ča Parlament Irodalmi és Kulturális Osztálya, Split, 1974.
- Žedna sidra: izbor pjesama, izbor iz 17 novih pjesama, Minerva, Subotica-Beograd, 1975.
- Baština, August Cesarec, Zagreb, 1976. (2. kiadás: 1986.)
- Ustrajno more, Biblioteka revolucionarne poezije ; 2, Marksistički centar, Split, 1976.
- Pjesme; Raspukline, Pet stoljeća hrvatske književnosti, 143., Matica hrvatska, Zora, Zagreb, 1977. (szerk. Slobodan Novak)
- Krilata riječ: zbornik revolucionarne hrvatske poezije, sorozat: Zbornici, (társszerző: Živko Jeličić), Čakavski sabor, Split, 1978.[3]
- Vir, Mladost, Zagreb, 1980. (2 kiadás: 1985., 3. kiadás: 1987.)
- Grumen sna: izabrane pjesme,  Veselin Masleša, Sarajevo, 1982. (szerk. Jure Kaštelan)
- Poezija, Split, 1986.
- Odabrana djela, 2 sv., (knj. 1: Pjesme, knj. 2: Baština), Književni krug, Split, 1986.
- Ljubav je ravnica upila, Vukovar, 1990.

### Posztumusz kiadott művek
- Jure Franičević Pločar: Friži, priredio Mirko Prelas, Književni krug, Split, 2001.[4]

## Fordítás
Ez a szócikk részben vagy egészben  a   Jure Franičević-Pločar című horvát Wikipédia-szócikk ezen változatának fordításán alapul.  Az eredeti cikk szerkesztőit annak laptörténete sorolja fel. Ez a jelzés csupán a megfogalmazás eredetét és a szerzői jogokat jelzi, nem szolgál a cikkben szereplő információk forrásmegjelöléseként.